# Dương Thị Lan
Dương Thị Lan (ur. 6 kwietnia 1992) – wietnamska zapaśniczka w stylu wolnym.
Brązowa medalistka w mistrzostwach Azji w 2011, piąta w 2012. Srebrny medal igrzysk Azji Południowo-Wschodniej w 2011 roku. Zajęła 16. miejsce w mistrzostwach świata w 2011. Wicemistrzyni Azji juniorów z 2010 i 2012 roku.